# Callinectes marginatus
Callinectes marginatus är en kräftdjursart som först beskrevs av Alphonse Milne-Edwards 1861.  Callinectes marginatus ingår i släktet Callinectes och familjen simkrabbor. Inga underarter finns listade i Catalogue of Life.